# Списак основних јавних тужилаштава Републике Србије
Основних тужилаштава у Србији има 58:
- Основно јавно тужилаштво у Алексинцу, за подручје Основног суда у Алексинцу
- Основно јавно тужилаштво у Аранђеловцу, за подручје Основног суда у Аранђеловцу
- Основно јавно тужилаштво у Бачкој Паланци, за подручје Основног суда у Бачкој Паланци
- Прво основно јавно тужилаштво у Београду, за подручје Првог основног суда у Београду
- Друго основно јавно тужилаштво у Београду, за подручје Другог основног суда у Београду
- Треће основно јавно тужилаштво у Београду, за подручје Трећег основног суда у Београду
- Основно јавно тужилаштво у Бечеју, за подручје Основног суда у Бечеју
- Основно јавно тужилаштво у Бору, за подручје Основног суда у Бору
- Основно јавно тужилаштво у Брусу, за подручје Основног суда у Брусу
- Основно јавно тужилаштво у Ваљеву, за подручје Основног суда у Ваљеву
- Основно јавно тужилаштво у Великој Плани, за подручје Основног суда у Великој Плани
- Основно јавно тужилаштво у Великом Градишту, за подручје Основног суда у Великом Градишту
- Основно јавно тужилаштво у Владичином Хану, за подручје Основног суда у Сурдулици
- Основно јавно тужилаштво у Врању, за подручје Основног суда у Бујановцу и Основног суда у Врању, са одељењем у Бујановцу
- Основно јавно тужилаштво у Врбасу, за подручје Основног суда у Врбасу
- Основно јавно тужилаштво у Вршцу, за подручје Основног суда у Вршцу
- Основно јавно тужилаштво у Горњем Милановцу, за подручје Основног суда у Горњем Милановцу
- Основно јавно тужилаштво у Деспотовцу, за подручје Основног суда у Деспотовцу
- Основно јавно тужилаштво у Зајечару, за подручје Основног суда у Зајечару и Основног суда у Књажевцу, са одељењем у Књажевцу
- Основно јавно тужилаштво у Зрењанину, за подручје Основног суда у Зрењанину
- Основно јавно тужилаштво у Јагодини, за подручје Основног суда у Јагодини
- Основно јавно тужилаштво у Кикинди, за подручје Основног суда у Кикинди
- Основно јавно тужилаштво у Крагујевцу, за подручје Основног суда у Крагујевцу
- Основно јавно тужилаштво у Краљеву, за подручје Основног суда у Краљеву
- Основно јавно тужилаштво у Крушевцу, за подручје Основног суда у Крушевцу
- Основно јавно тужилаштво у Куршумлији, за подручје Основног суда у Куршумлији
- Основно јавно тужилаштво у Лазаревцу, за подручје Основног суда у Лазаревцу
- Основно јавно тужилаштво у Лебану, за подручје Основног суда у Лебану
- Основно јавно тужилаштво у Лесковцу, за подручје Основног суда у Лесковцу
- Основно јавно тужилаштво у Лозници, за подручје Основног суда у Лозници, са одељењем у Љубовији
- Основно јавно тужилаштво у Мионици, за подручје Основног суда у Мионици
- Основно јавно тужилаштво у Младеновцу, за подручје Основног суда у Младеновцу
- Основно јавно тужилаштво у Неготину, за подручје Основног суда у Мајданпеку и Основног суда у Неготину, са одељењем у Мајданпеку
- Основно јавно тужилаштво у Нишу, за подручје Основног суда у Нишу
- Основно јавно тужилаштво у Новом Пазару, за подручје Основног суда у Новом Пазару и Основног суда у Сјеници, са одељењем у Сјеници
- Основно јавно тужилаштво у Новом Саду, за подручје Основног суда у Новом Саду
- Основно јавно тужилаштво у Обреновцу, за подручје Основног суда у Обреновцу
- Основно јавно тужилаштво у Панчеву, за подручје Основног суда у Панчеву
- Основно јавно тужилаштво у Параћину, за подручје Основног суда у Параћину
- Основно јавно тужилаштво у Петровцу на Млави, за подручје Основног суда у Петровцу на Млави
- Основно јавно тужилаштво у Пироту, за подручје Основног суда у Димитровграду и Основног суда у Пироту
- Основно јавно тужилаштво у Пожаревцу, за подручје Основног суда у Пожаревцу, са одељењем у Кучеву
- Основно јавно тужилаштво у Пожеги, за подручје Основног суда у Пожеги
- Основно јавно тужилаштво у Пријепољу, за подручје Основног суда у Прибоју и Основног суда у Пријепољу, са одељењем у Прибоју
- Основно јавно тужилаштво у Прокупљу, за подручје Основног суда у Прокупљу
- Основно јавно тужилаштво у Рашкој, за подручје Основног суда у Рашкој
- Основно јавно тужилаштво у Руми, за подручје Основног суда у Руми
- Основно јавно тужилаштво у Сенти, за подручје Основног суда у Сенти
- Основно јавно тужилаштво у Смедереву, за подручје Основног суда у Смедереву
- Основно јавно тужилаштво у Сомбору, за подручје Основног суда у Сомбору
- Основно јавно тужилаштво у Сремској Митровици, за подручје Основног суда у Сремској Митровици и Основног суда у Шиду, са одељењем у Шиду
- Основно јавно тужилаштво у Старој Пазови, за подручје Основног суда у Старој Пазови
- Основно јавно тужилаштво у Суботици, за подручје Основног суда у Суботици
- Основно јавно тужилаштво у Трстенику, за подручје Основног суда у Трстенику
- Основно јавно тужилаштво у Убу, за подручје Основног суда у Убу
- Основно јавно тужилаштво у Ужицу, за подручје Основног суда у Ужицу
- Основно јавно тужилаштво у Чачку, за подручје Основног суда у Ивањици и Основног суда у Чачку, са одељењем у Ивањици
- Основно јавно тужилаштво у Шапцу, за подручје Основног суда у Шапцу